# جیمز آرژیل اسمیت
جیمز آرژیل اسمیت (انگلیسی: James Argyle Smith; ۱ ژوئیهٔ ۱۸۳۱ – ۶ دسامبر ۱۹۰۱) فرد نظامی اهل ایالات متحده آمریکا بود.